# Opel Rekord
Opel Rekord – samochód produkowany w latach 1953–1986, w różnych wersjach, przez firmę Opel.

## Generacje samochodu
- Opel Olympia Rekord (1953–1957)
- Opel Rekord PI (lipiec 1957 – lipiec 1960)
- Opel Rekord P II (1960–1963)
- Opel Rekord A (1963–1965)
- Opel Rekord B (1965–1966)
- Opel Rekord C (1966–1971)
- Opel Rekord D (1972–1977)
- Opel Rekord E (1977–1986)

## Rekord A

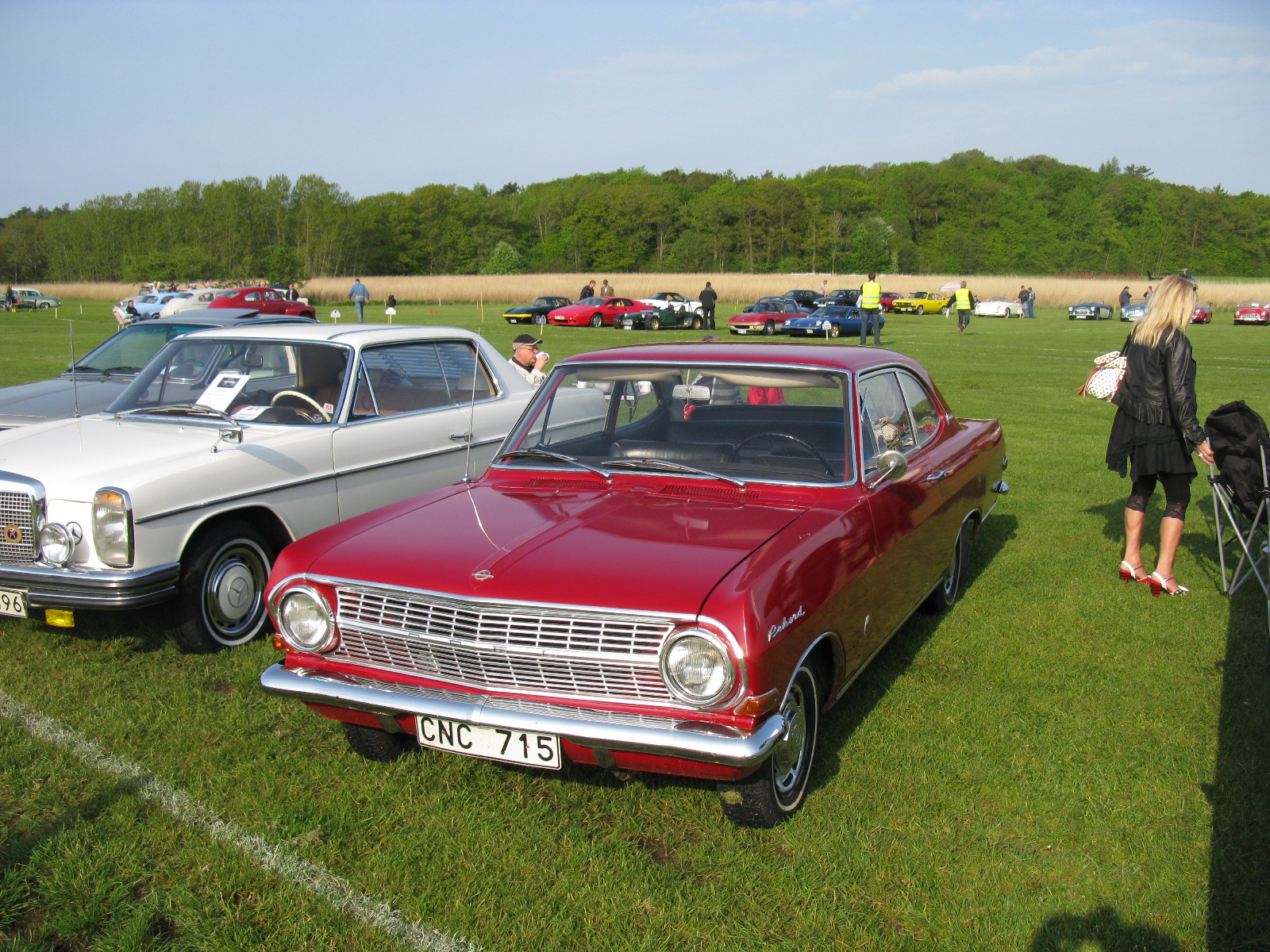
Opel Rekord A

Nowa generacja została wprowadzona w marcu 1963 roku. Nowy Rekord był krótszy, a także szerszy od swojego poprzednika, zachowując jednak większy o 10 cm rozstaw osi.
Rekord A łączył modne w owym czasie nadwozie i klasyczne silniki. Opel Rekord A został stworzony w USA w oparciu o model Chevrolet Chevy II (Nova). W Europie sprzedawał się znakomicie, pod względem sprzedaży przebijając swojego największego konkurenta, Forda Taunusa 17M. W wersji Caravan (kombi) posiadał tylko jedną parę drzwi, co jeszcze długo miało być wyróżnikiem wśród modeli Opla. Zastosowano tylną oś sztywną, na resorach. Paletę silników otwierał motor 1.5, o mocy 54 KM, opcjonalnie występował silnik 1.7, generujący 60 KM. Dla wersji coupe, oraz czterodrzwiowej limuzyny przygotowano silnik 1.7 S, o mocy 66 KM. W marcu 1964 dla odmian coupe, oraz limuzyny pojawiło się nowe źródło napędu, w postaci sześciocylindrowego silnika 2.6, o mocy 100 KM. Samochód sprzedawano jako Rekord 6, producent twierdził, że był on w stanie rozpędzić się do 170 km/h. Do wyposażenia standardowego wersji sześciocylindrowej należały hamulce tarczowe na przedniej osi, oraz drążek skrzyni biegów pomiędzy fotelami. Standardem były skrzynie o trzech przełożeniach, za dopłatą oferowano skrzynie czterobiegowe, które były standardem odmian Rekord 6 i Rekord 1700 S, jako opcja występowało również automatyczne sprzęgło. Rekord A sprzedał się w ilości 861 tys. egzemplarzy, z czego 12 469 napędzały silniki sześciocylindrowe.

## Rekord B

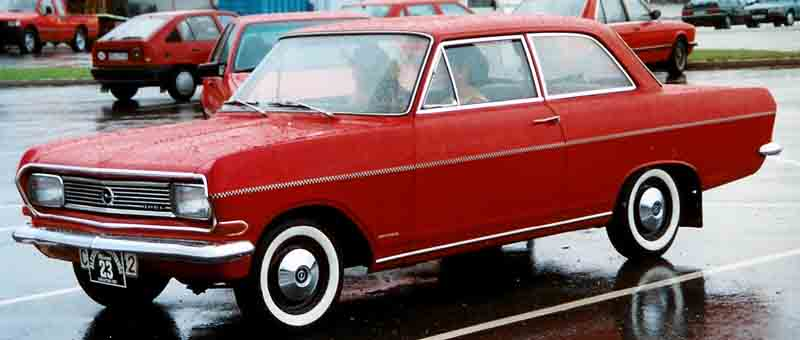
Opel Rekord B

Druga generacja Opla Rekorda została wprowadzona w sierpniu 1965 roku jako modernizacja poprzedniej generacji. Rekord B dzielił rozstaw osi z poprzednikiem, ale był wyższy. Nadwozie zostało przeprojektowane w celu odróżnienia nowego modelu.
Rekorda A napędzały solidne silniki, których konstrukcje datuje się na koniec lat 30. W latach 60. silniki te były postrzegane jako przestarzałe pod względem wydajności i konstrukcji. Drugą generację napędzały zupełnie nowe silniki czterocylindrowe, z wałkiem rozrządu zintegrowanym z głowicą cylindra. Konfiguracja została opracowana przez General Motors w Detroit i była znana jako CIH. Nowe silniki zapewniły Rekordowi znaczącą poprawę osiągów i redukcję masy. Oprócz silników 1.5 i 1.7 oferowano nowy motor 1.9, o mocy 90 KM, także z automatyczną skrzynią biegów. Jedynym silnikiem, wykorzystującym stary układ OHV, była jednostka R6 o pojemności 2.6 litra, która legitymowała się mocą 100 KM. Produkcja zakończyła się po niespełna roku, w lipcu 1966. Do przyczyn należało zapewne przestarzałe zawieszenie, słaby układ hamulcowy, oraz archaiczne nadwozie. Pomimo krótkiego okresu produkcji, na Rekordy B zdecydowało się blisko 300 tysięcy klientów.

## Rekord C

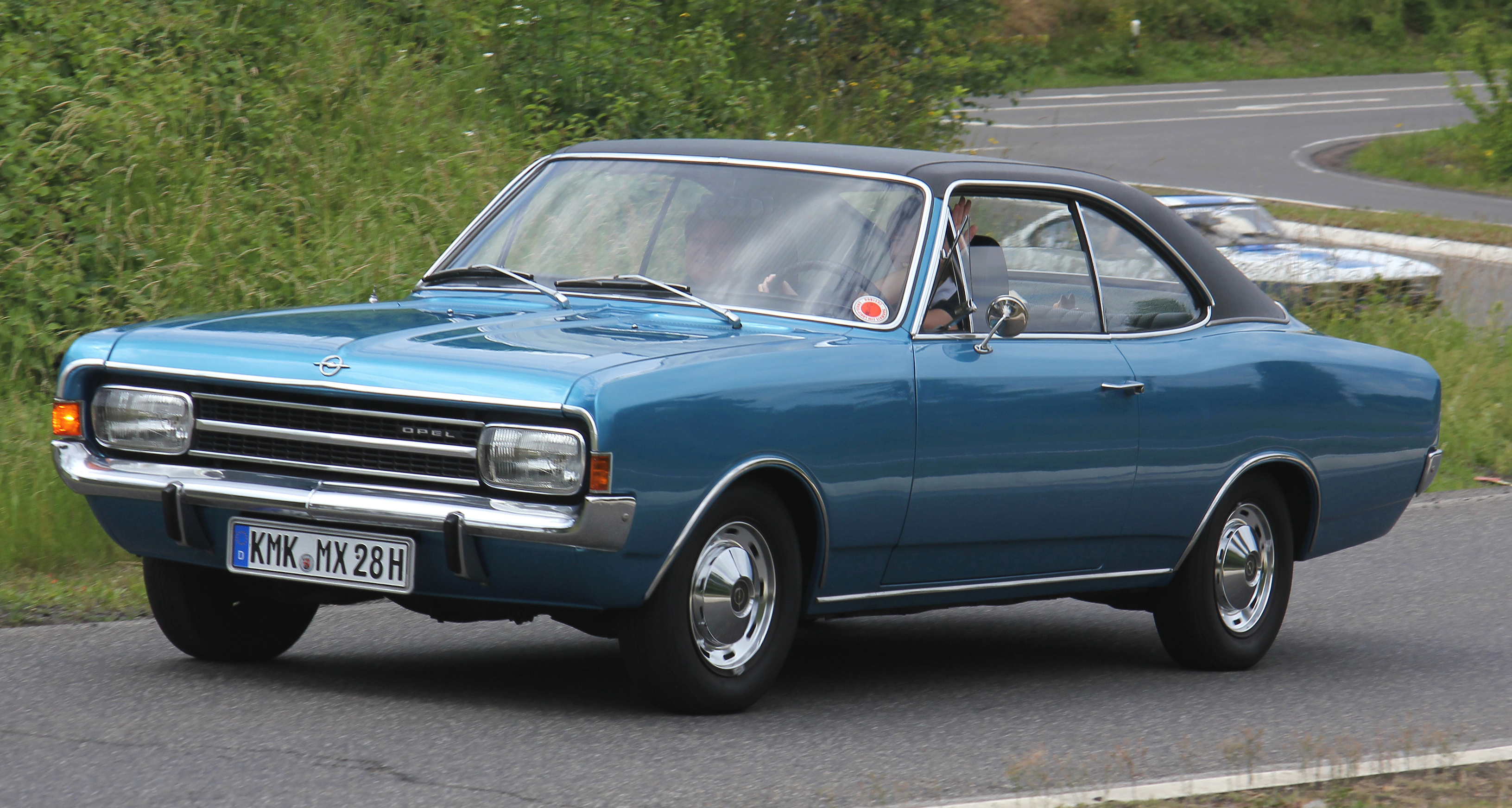
Opel Rekord C coupe

Przestarzały Rekord B szybko ustąpił miejsca zupełnie nowej konstrukcji. W Rüsselsheim powstawały dwa projekty tego modelu, z których wybrano pomysł Erharda Schnella. Stylistyka Rekorda C przywodzi na myśl amerykańskie krążowniki szos, wobec których panowała powszechna fascynacja. Dostępne nadwozia to 2 i 4-drzwiowe sedany, 3 i 5-drzwiowe kombi, kabriolet oraz coupe typu fastback. Specjalnie dla nowego modelu opracowano dwuobwodowy układ hamulcowy, oraz zastosowano tarcze hamulcowe na kołach przednich. Aby poprawić właściwości jezdne względem przeciwnika, zdecydowano się na szerszy rozstaw kół na obu osiach, a także na wielowahaczowe tylne zawieszenie z drążkiem Panharda, który pełnił funkcję piątego wahacza. Za dopłatą oferowano też stabilizatory. Nowoczesne podwozie poprawiało stabilność samochodu na zakrętach, zmniejszając nadsterowność, a co najważniejsze – poprawiało komfort podróżowania. Podstawowy motor o pojemności 1.5 l legitymował się mocą 58 KM; oferowano także silnik 1.7, o mocy 75 KM i 1.9 (90 KM). W 1967 roku pojawił się Rekord Sprint, z silnikiem 1.9, zasilanym dwoma gaźnikami. Generował on 106 KM, rozpędzając Rekorda do 173 km/h. Przez niecałe dwa pierwsze lata produkcji dostępny był także sześciocylindrowy motor 2.2, który odznaczał się mocą 95 KM. Ze względu na pojawienie się odmiany Commodore porzucono jednak tę wersję. Standardowo każdy silnik występował w połączeniu z manualną przekładnią o trzech przełożeniach, lub dwustopniową automatyczną. Skrzynie biegów o czterech przełożeniach oferowano jako opcję, Od 1968 miejsce dwustopniowej przekładni automatycznej zajęła nowsza, o trzech przełożeniach. Niepowtarzalna stylistyka, oraz znacząca rewolucja w konstrukcji przyczyniły się do sukcesu Rekorda – do zakończenia produkcji w grudniu 1972 roku Opel wyprodukował około 1,3 mln tych pojazdów. Później żadnemu modelowi nigdy nie udało się poprawić sukcesu tej generacji.

## Rekord D

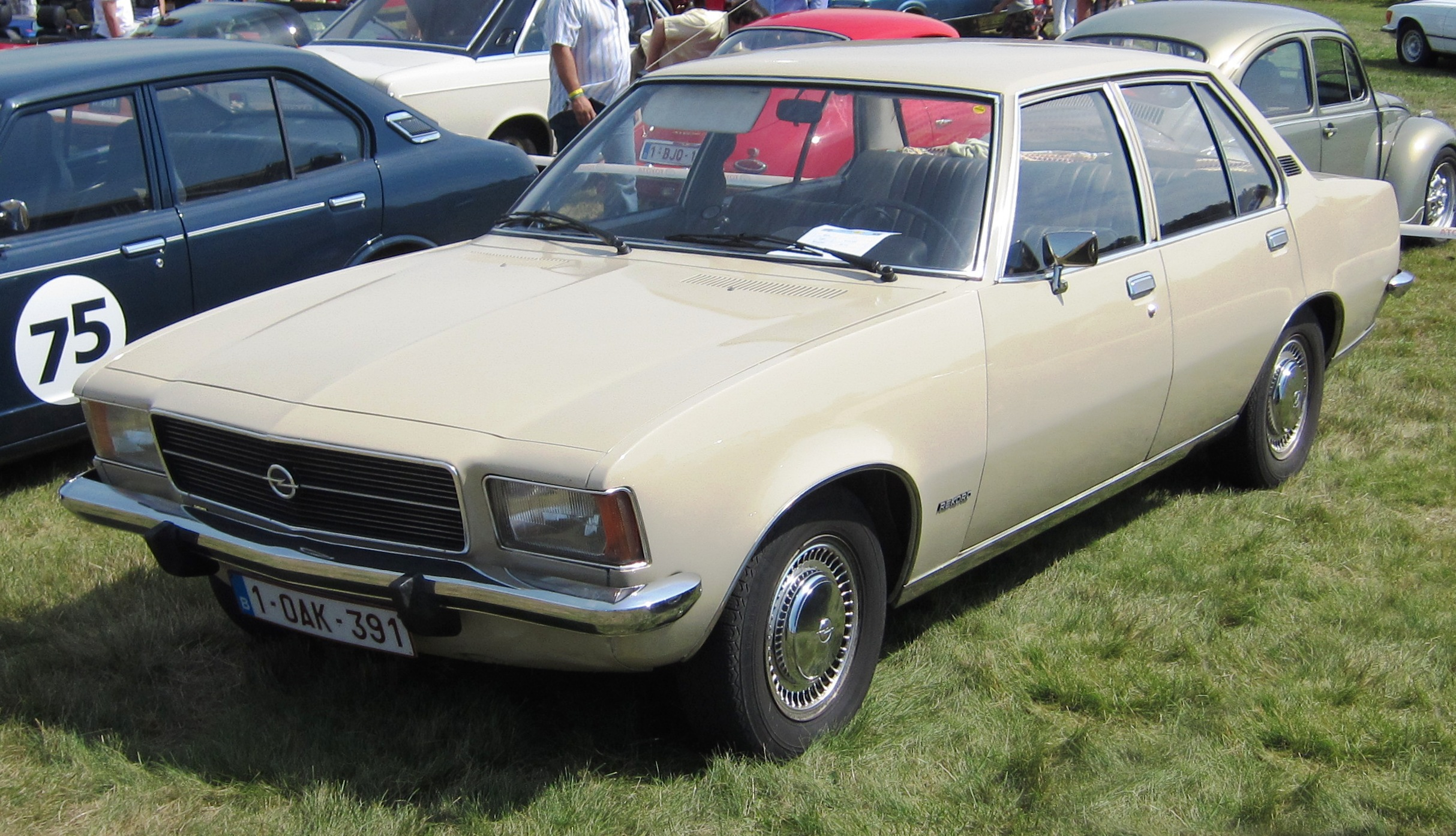
Opel Rekord D 1700

W styczniu 1972 zaprezentowano następcę trzeciej generacji. Nowy Rekord został zaprojektowany przez Charlesa M. Jordana, stylistycznie samochód zrywał z poprzednikiem, czerpiącym linie nadwozia z amerykańskich limuzyn. Tradycyjnie pozostano przy pięciu odmianach nadwoziowych. Ford przygotował jednak konkurencję w postaci Consula / Granady, które posiadały już niezależne zawieszenie tylne. Ze względu na wzrost masy zrezygnowano z silnika 1.5, natomiast pozostano przy jednostkach 1.7 i 1.9. Podstawowa wersja 1700 osiągała moc 66 KM, natomiast 1700 S legitymował się mocą 82 KM. Najmocniejszy był 1900 S, o mocy 98 KM. Od sierpnia 1972 oferowano też silnik 2100 D – była to pierwsza jednostka wysokoprężna w samochodzie marki Opel. Silnik generował 61 KM, zapewniając zużycie paliwa na poziomie 8.7 l/100 km. Na rynek włoski przygotowano jeszcze oszczędniejszą wersję, o pojemności dwóch litrów i mocy 58 KM. Silniki wysokoprężne wymuszały zastosowanie przetłoczenia na masce. W Rekordzie D nie stosowano rzędowych, sześciocylindrowych silników, co miało zachęcić zamożniejszych klientów do zakupu Opla Commodore B. Ponieważ w 1975 roku ilość ołowiu w benzynie została zredukowana, zmieniono nieco paletę silnikową. Moc silnika 1.7 spadła do 60 KM, zaś 1.9 do 75 KM. Wprowadzono nowe warianty: 1900 SH, o mocy 90 KM; oraz 100-konny 2000 S.
W podstawowej wersji pasy bezpieczeństwa były dostępne za dopłatą. Odmiana L posiadała kołpaki, chromowane obramowania wokół okien i gumowe podkładki pod zderzak. Wśród wersji wyposażenia należy wyróżnić Berlinę, o welurowych siedzeniach i wykończeniu w kolorze tapicerki, oraz uchwytach w drzwiach. Zastosowano też czteroramienną kierownicę, Dla nadwozia coupe oferowano pakiet stylistyczny Sprint. Obejmuje on chromowane elementy nadwozia, koła o rozmiarze 185/70 SR 14, amortyzatory wypełnione gazem i logo Sprint na klapie. Na tablicy rozdzielczej obok prędkościomierza pojawił się obrotomierz, oraz wskaźnik oleju i woltomierz. Zastosowano też dwuramienną kierownicę, z obręczą wypełnioną pianką, oraz krótszą dźwignię zmiany biegów.

## Rekord E

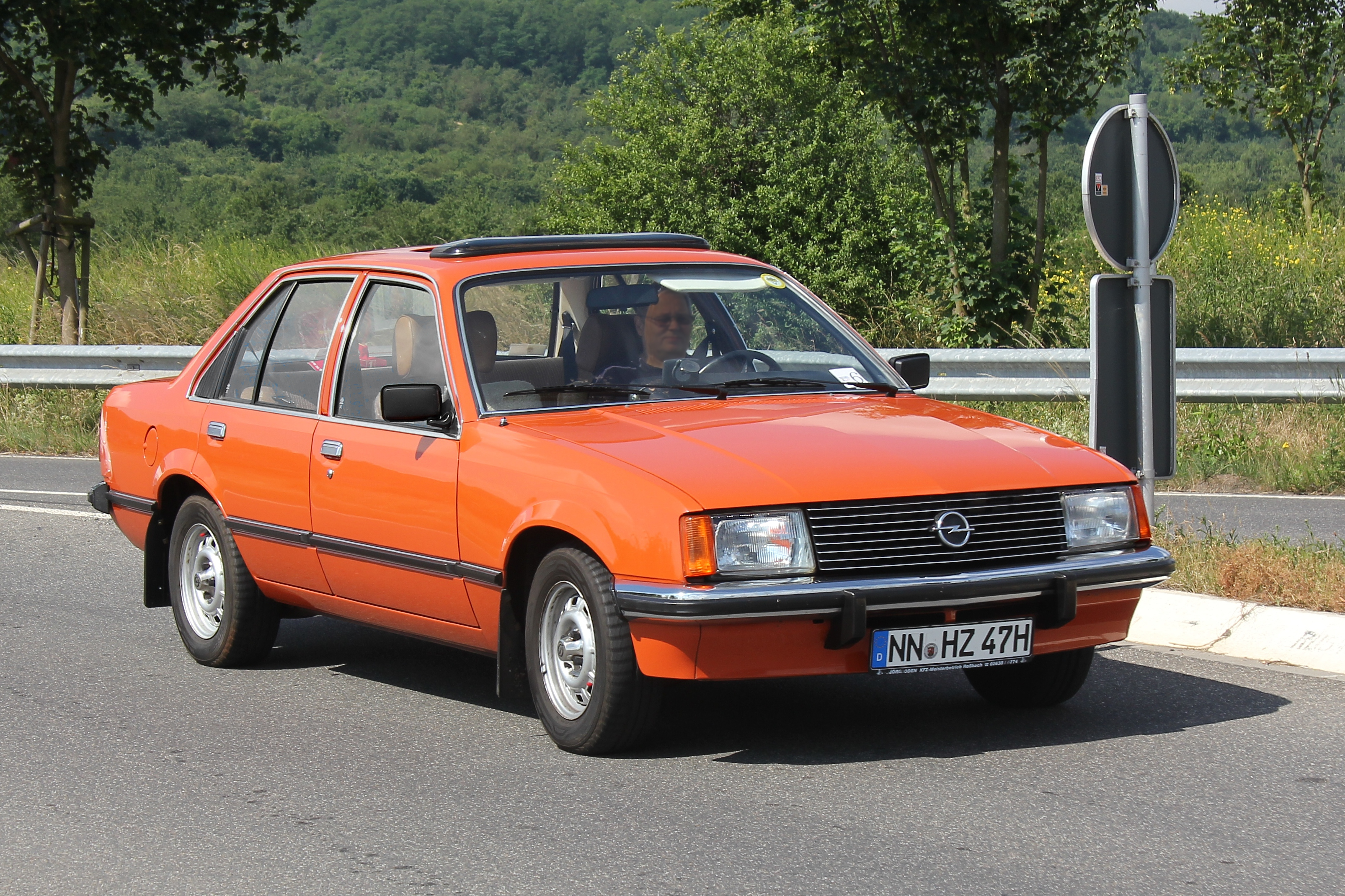
Opel Rekord E1

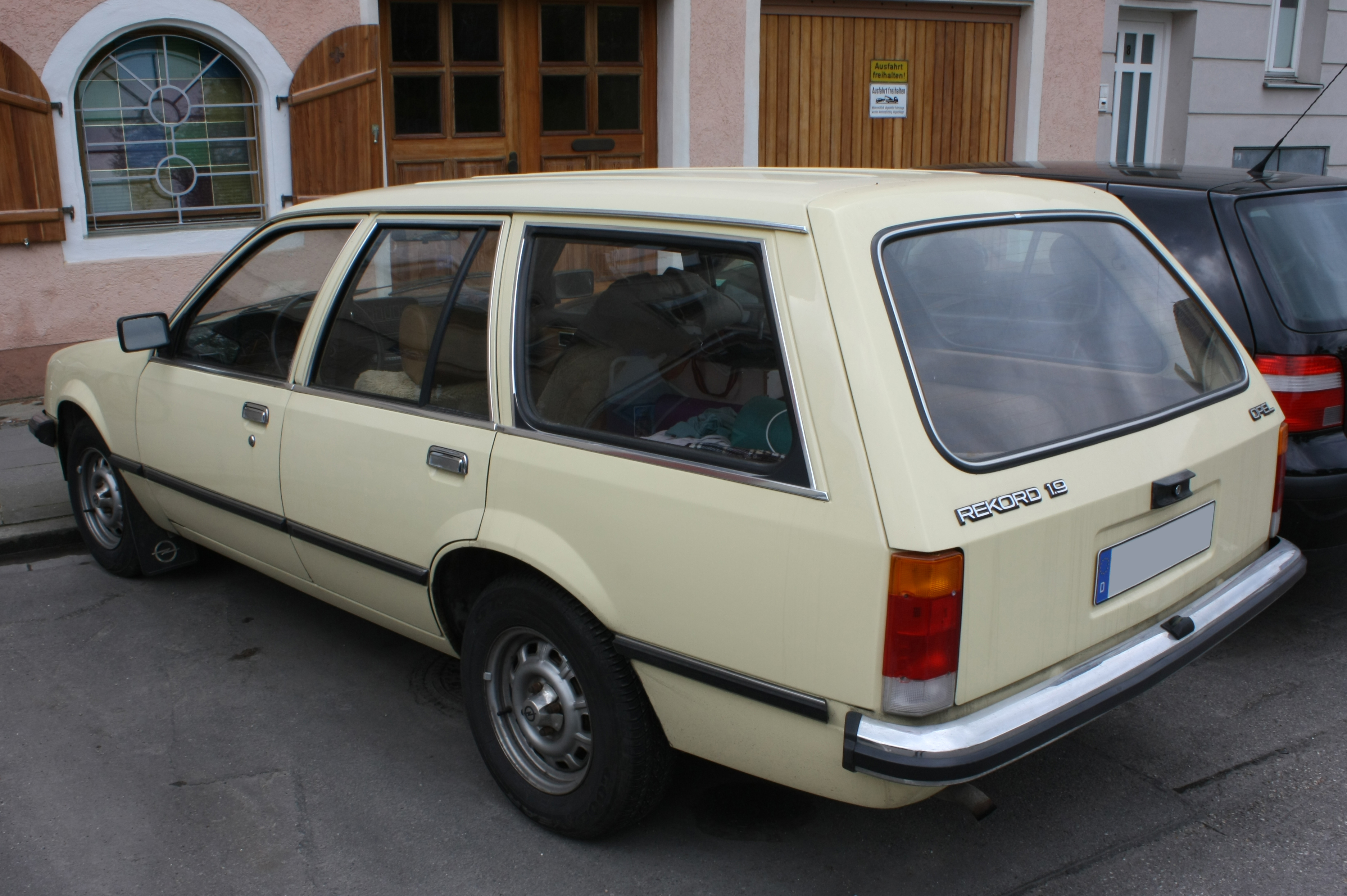
Opel Rekord Caravan

W 1977 roku zaprezentowano piątą generację Rekorda. Zastosowano bardziej opływowe nadwozie, które było większe od poprzednika. Współczynnik oporu powietrza Cd wynosił 0,447. W zawieszeniu przednim zastosowano kolumny MacPherson, oś tylna wciąż pozostawała sztywna. Układ hamulcowy został przejęty z poprzedniego modelu, jednak zacisk umieszczono z przodu tarczy. W porównaniu do Rekorda D zrezygnowano także z wersji coupe, zaś lukę po niej miała wypełnić sportowa Monza. Lista dodatkowego wyposażenia była o wiele dłuższa niż w poprzedniku – ponieważ modele takie jak Commodore C, czy Senator A zostały zbudowane na tej samej płycie podłogowej i posiadały wiele wspólnych części. Dostępny był m.in. elektrycznie sterowany szyberdach, radio z pamięcią, elektryczne szyby i lusterka, oraz welurowa tapicerka, obrotomierz, oraz skrzynia biegów o pięciu przełożeniach. W odmianie kombi, po złożeniu siedzeń bagażnik osiągał pojemność 2170 litrów i był to najlepszy wynik wśród niemieckich samochodów. Pierwsza wersja, produkowana do 1982 roku, oznaczona była jako Opel Rekord E1. Dostępny jako 2 i 4-drzwiowy sedan, oraz 3 i 5-drzwiowe kombi.

### Silniki

#### Benzynowe (CIH)
Początkowo był on oferowany z silnikami, znanymi z poprzedniej generacji, oferowanymi również w Asconie B oraz Mancie B:
- 1.7 N (60 KM, 114 Nm), alternatywna jednostka bazowa, przy obniżonej cenie.
- 1.9 N (75 KM, 135 Nm) podstawowa jednostka napędowa.
- 2.0 N (90 KM, 145 Nm), przejęty bezpośrednio z Rekorda D, zasilany jednak nowym gaźnikiem GMF Varajet II.
- 2.0 S (100 KM, 156 Nm) charakteryzował się podniesionym stopniem sprężania.

Na rynek austriacki przewidziano dwie wersje specjalne, przystosowane do tamtejszych norm emisji spalin:
- 1.9 N (70 KM)
- 2.0 S (98 KM) Silnik ten posiadał zredukowaną moc, poprzez zastosowanie innego gaźnika oraz układu recyrkulacji spalin.

Nowymi, dla Rekorda, konstrukcjami były silniki wyposażone w wielopunktowy wtrysk paliwa Bosch LE-Jetronic, sterowany komputerem tego samego producenta:
- 2.0 E (110 KM, 162 Nm), oferowany od początku produkcji.

#### Diesle (OHC)
- 2,1 D (61 KM, 118 Nm)
- 2,0 D (58 KM, 115 Nm) – oferowany tylko na rynku włoskim, ze względów podatkowych. Silnik ten pochodził z Ascony B
- 2,3 D wprowadzony w VIII 1978 roku (65 KM, 127 Nm). Zastąpił starszy motor 2.1.

## Rekord E2

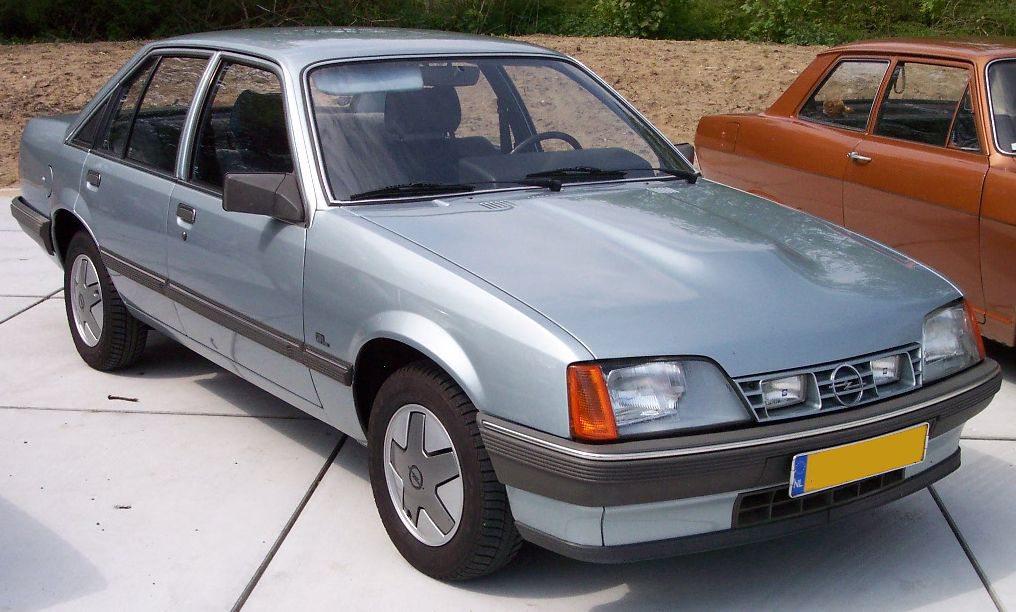
Opel Rekord E2

We wrześniu 1982 roku przeprowadzono gruntowną modernizację Rekorda. Przeprojektowane nadwozie charakteryzowało się znacznie mniejszym współczynnikiem oporu powietrza (Cw) na poziomie 0,36. Był to najlepszy wynik w segmencie, do momentu pojawienia się Audi 100 C3. Pojemność bagażnika limuzyny wzrosła o 10 l. Wzrósł poziom bezpieczeństwa – klamry pasów zostały zintegrowane z fotelami, zaś chromowane elementy ustąpiły miejsca plastikowym, które były znacznie bardziej elastyczne. Zrezygnowano z produkcji 2-drzwiowego sedana.
Zawieszenie pozostawało niezmienione względem poprzednika, mocniejsze odmiany silnikowe oraz kombi otrzymały dodatkowe stabilizatory osi przedniej. Układ wspomagania kierownicy był wydajniejszy przy małych prędkościach.
Podstawowe jednostki o nieparzystych pojemnościach (1.7 i 1.9) ustąpiły miejsca nowym silnikom 1.8 w układzie OHC. Jednostki te były lżejsze, napęd rozrządu zapewniał pasek zębaty. Bazowy 1.8 S osiągał 90 KM, oszczędniejszy 1.8N (75 KM) oferowano bez dopłaty. Niezmienione jednostki 2.0 S oraz 2.0 E przejęto z Rekorda E1, posiadały jednak inne sprzęgło. Wszystkie typy silników wykorzystywały hydrauliczne mocowania silnika, wypełnione glikolem łożyska zapewniały znacznie lepszą izolację akustyczną między silnikiem a nadwoziem. W sierpniu 1983 jednostka 2.3 D została zmodernizowana – otrzymała nową osłonę głowicy cylindrów, hartowany indukcyjnie wałek rozrządu zastąpiono wałkiem hartowanym metodą TIG. Zastosowano również wzmocniony łańcuch rozrządu i aerodynamiczne zawory dolotowe oraz wydechowe, a także lżejsze tłoki i korbowody oraz nową pompę wtryskową z dystrybutorem zimnego rozruchu. Zmiany te zaowocowały wzrostem mocy do 71 KM. Od 1984 oferowano także wariant wysokoprężny z turbodoładowaniem (86 KM, 189 Nm). Silnik 2.3 TD posiadał wzmocnione zawory i gniazda zaworowe oraz wydajniejszą pompę olejową. Turbosprężarka KKK K24 zapewniała maksymalne ciśnienie doładowania na poziomie 0,7 bara. W roku modelowym 1985 do palety silnikowej dołączyła jednostka C18NV o mocy 100 KM. Był to pierwszy silnik współpracujący z katalizatorem, pracujący pod maską Rekorda. Silnik 2.0 E ustąpił miejsca nowej jednostce 2.2i, charakteryzującej się szybkim przyrostem momentu obrotowego (182 Nm przy 2800 obr./min).
Od początku produkcji oferowano odmiany wyposażeniowe „Standard”, „Luxus” oraz lepiej wyposażona „Berlina”. Bogatsza odmiana „CD” pojawiła się w 1983 roku, posiadała m.in. komputer pokładowy, który, w przypadku innych odmian, oferowano za dopłatą. W roku modelowym 1985 zmieniono nazewnictwo pakietów wyposażenia. Odmiany Standard, Luxus i Berlina przemianowano na, odpowiednio, LS, GL, GLS.
Podobnie jak w poprzedniku, wersje z silnikami Diesla, posiadały charakterystyczny garb na masce.
Od 1984 od 1990 roku Rekord E2 był montowany w Południowej Afryce na podstawie umowy licencyjnej. Na rynku lokalnym początkowo występował z jednostką 20S, później 22E. W 1987 roku pojawiły się silniki 20SE oraz 30E. Występowała także szczytowa odmiana – Rekord GSi z jednostką V6 o pojemności 3,8 litra (174 KM), model ten nawiązywał stylistycznie do produkowanej w Europie Omegi. W Afryce Południowej sprzedawano także Opla Commodore C2, który bazował na Rekordzie E2 i był dostępny tylko z silnikiem 30E.
Południowokoreański producent Daewoo produkował Rekorda E2, w latach 1983–1990, na podstawie licencji. Stosowano silniki CIH o pojemności 1,5 oraz 1,9 oraz 2,0 l, a także wysokoprężny 2.0 D znany z Ascony.
W czerwcu 1986 Rekord został zastąpiony przez Omegę.

### Dane techniczne
| Model                | Pojemność skokowa [cm³] | Moc [KM / obr./min] | Moment obr. [N·m przy obr./min] | Stopień sprężania | Zasilanie                | Prędkość maks. [km/h] | Przyśpieszenie 0–100 km/h (s) | Lata produkcji    |
| Silniki benzynowe    | Silniki benzynowe       | Silniki benzynowe   | Silniki benzynowe               | Silniki benzynowe | Silniki benzynowe        | Silniki benzynowe     | Silniki benzynowe             | Silniki benzynowe |
| -------------------- | ----------------------- | ------------------- | ------------------------------- | ----------------- | ------------------------ | --------------------- | ----------------------------- | ----------------- |
| Rekord 1.8 N         | 1796                    | 75 / 5400           | 135 / 3000                      | 8,2 :1            | Gaźnik Pierburg 1B1      | 160                   | 14,5                          | 10.1982 – 09.1986 |
| Rekord 1.8 S         | 1796                    | 90 / 5400           | 143 / 3000                      | 9,2 :1            | Gaźnik GMF Varajet II    | 173                   | 14                            | 10.1982 – 09.1986 |
| Rekord 1.8i          | 1796                    | 100 / 5600          | 140 / 3000                      | 8,9 : 1           | Wtrysk LU-Jetronic       | 177                   | 13                            | 06.1985 – 09.1986 |
| Rekord 2.0 S         | 1979                    | 100 / 5200          | 156 / 3800                      | 9 : 1             | Gaźnik GMF Varajet II    | 181                   | 12,5                          | 10.1982 – 09.1986 |
| Rekord 2.0 E         | 1979                    | 110 / 5400          | 162 / 3000                      | 9,4 :1            | Wtrysk LE-Jetronic       | 187                   | 12                            | 10.1982 – 09.1984 |
| Rekord 2.2i          | 2182                    | 115 / 4800          | 182 / 2800                      | 9,4 :1            | Wtrysk LE-Jetronic       | 187                   | 10,5                          | 09.1984 – 09.1986 |
| Silniki wysokoprężne |                         |                     |                                 |                   |                          |                       |                               |                   |
| Rekord 2.3 D         | 2244                    | 71 / 4400           | 135 / 2400                      | 22 : 1            | Pompa wtryskowa Bosch VE | 160                   | 20                            | 09.1983 – 09.1986 |
| Rekord 2.3 Turbo D   | 2244                    | 86 / 4200           | 192 / 2200                      | 23 : 1            | Pompa wtryskowa Bosch VE | 168                   | 15                            | 05.1984 – 09.1986 |
| Odmiany eksportowe   |                         |                     |                                 |                   |                          |                       |                               |                   |
| Daewoo Royale Duke   | 1492                    | 60 / 5000           | 100 / 3000                      | 8,6 : 1           | Gaźnik Nikki-Stromberg   | 21,5                  | 135                           | 02.1987 – 01.1988 |
| Daewoo Royale Prince | 1897                    | 85 / 5000           | 142 / 3100                      | 8,6 : 1           | Gaźnik Nikki-Stromberg   | 14,5                  | 168                           | 06.1983 – 02.1987 |
| Daewoo Royale Salon  | 1979                    | 126 / 5400          | 183 / 4200                      | 9,2 : 1           | Wtrysk wielopunktowy     | 11,6                  | 174                           | 01.1988 – 10.1991 |
| Daewoo Royale Diesel | 1998                    | 64 / 4200           | 121 / 2100                      | 21,3 : 1          | Pompa wtryskowa Bosch VE | 23,9                  | 135                           | 06.1980 – 11.1984 |
| Opel Commodore 3.0i  | 2969                    | 177 / 580           | 248 / 4200                      | 9,4 : 1           | Wtrysk LE-Jetronic       | 7,2                   | 209                           | 1982–1987         |
| Opel Rekord 380 GSi  | 3791                    | 175 / 4800          | 290 / 3200                      | 8,5 : 1           | Wtrysk wielopunktowy     | 8,8                   | 211                           | do 1991           |

## Galeria

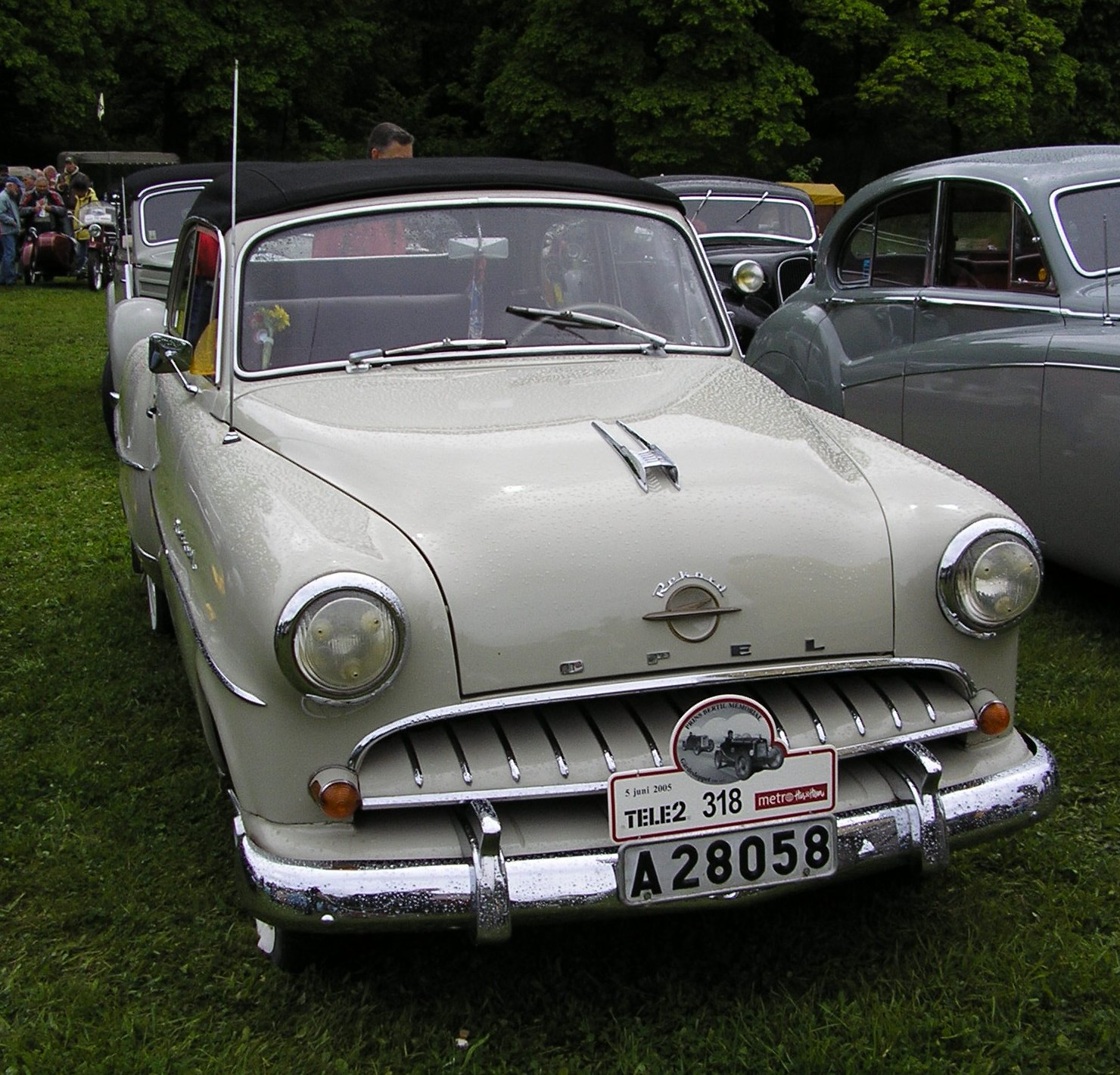
Opel Olympia Rekord
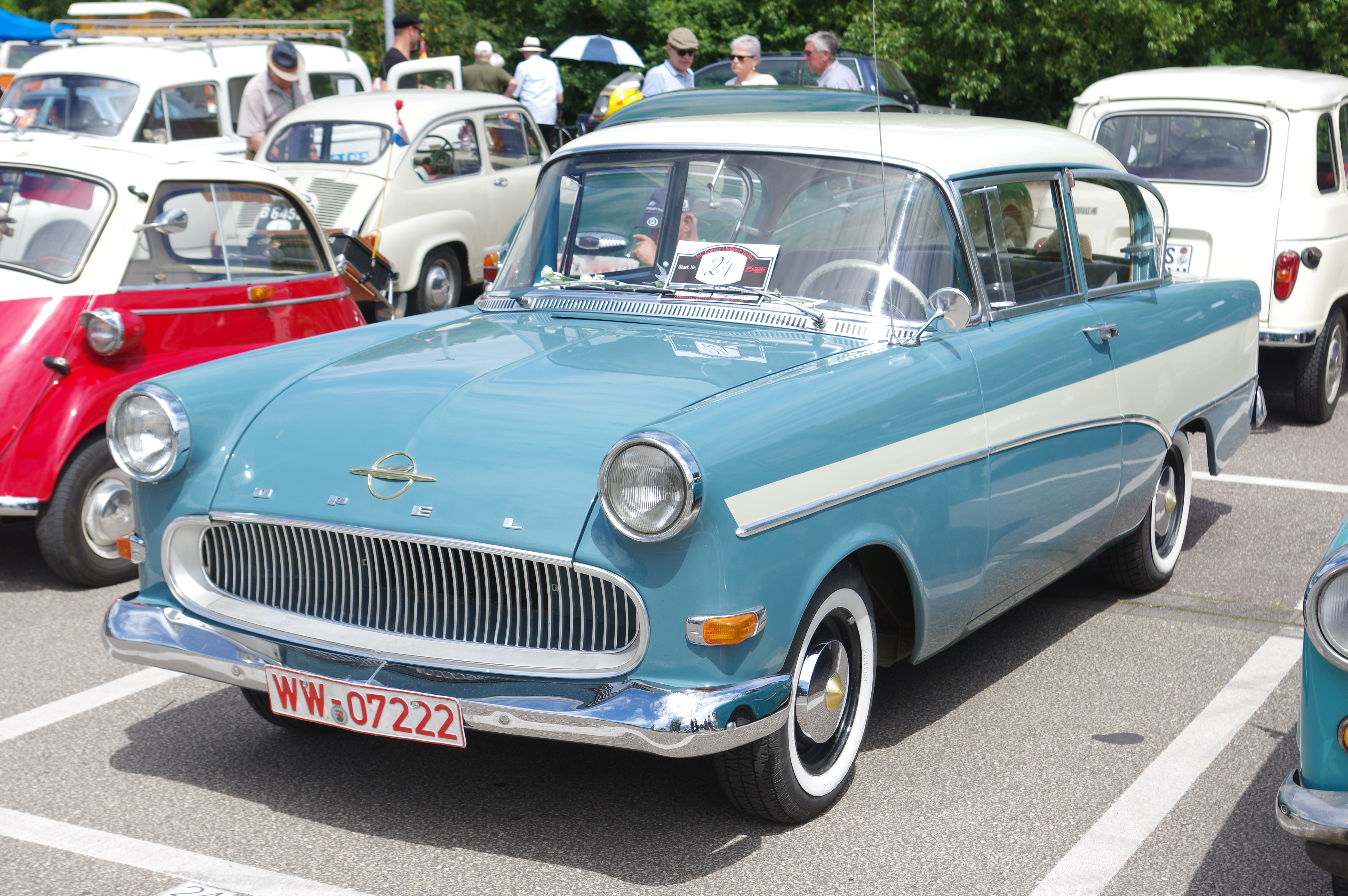
Opel Rekord P I
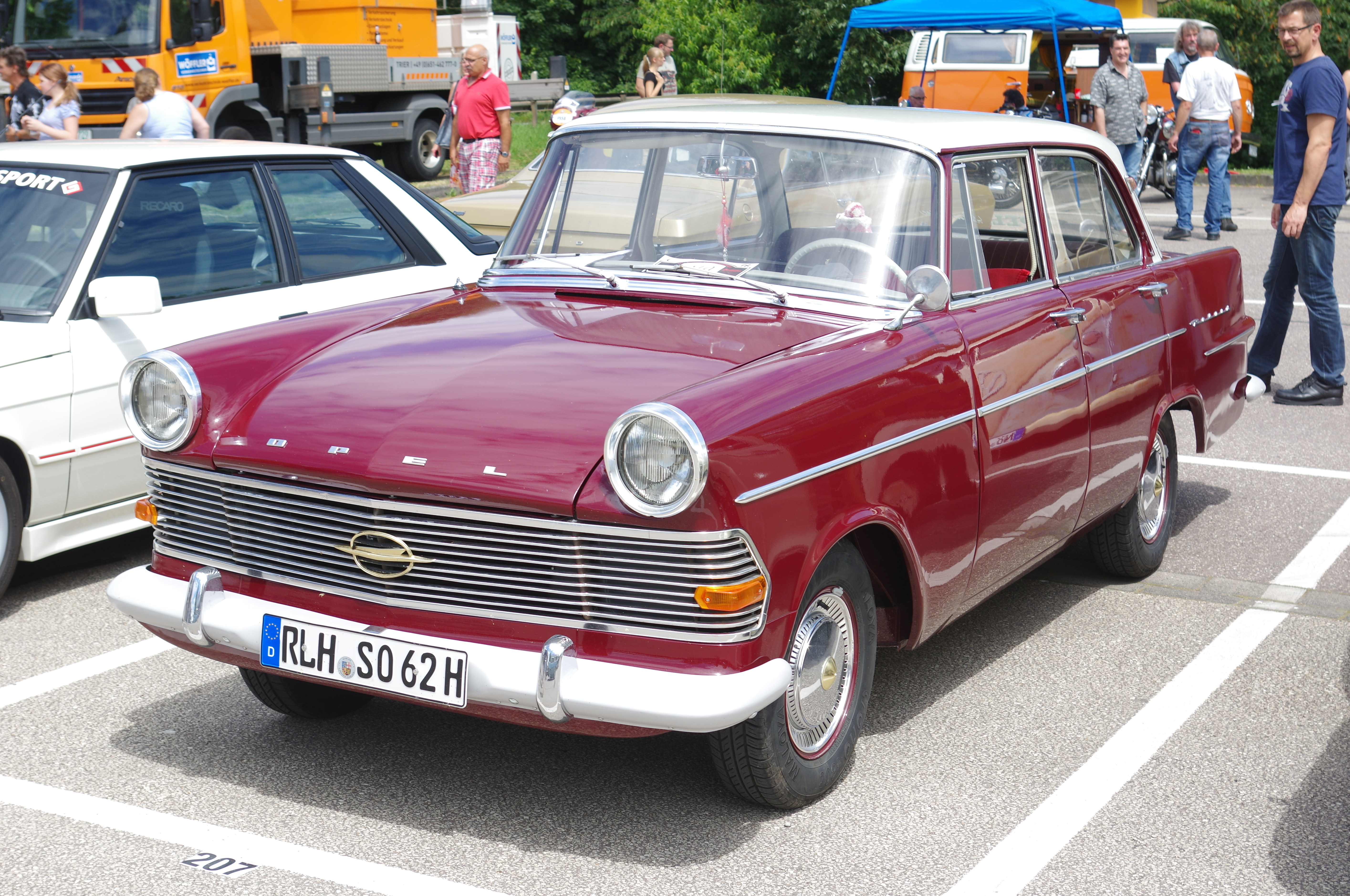
Opel Rekord P II
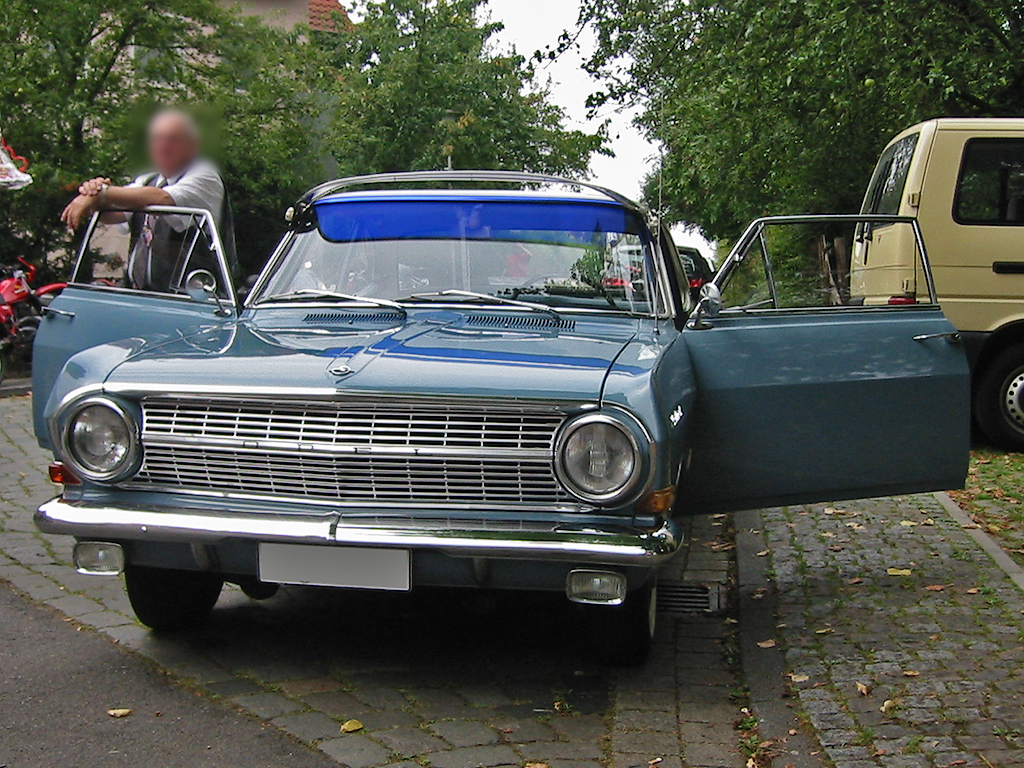
Opel Rekord A
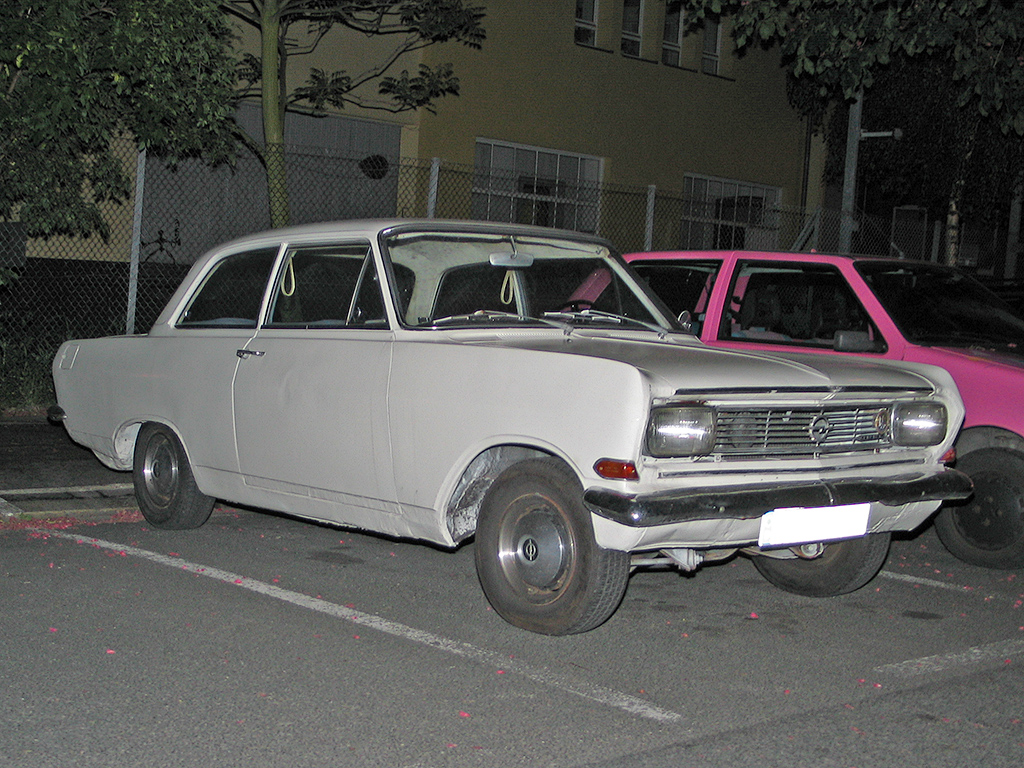
Opel Rekord B
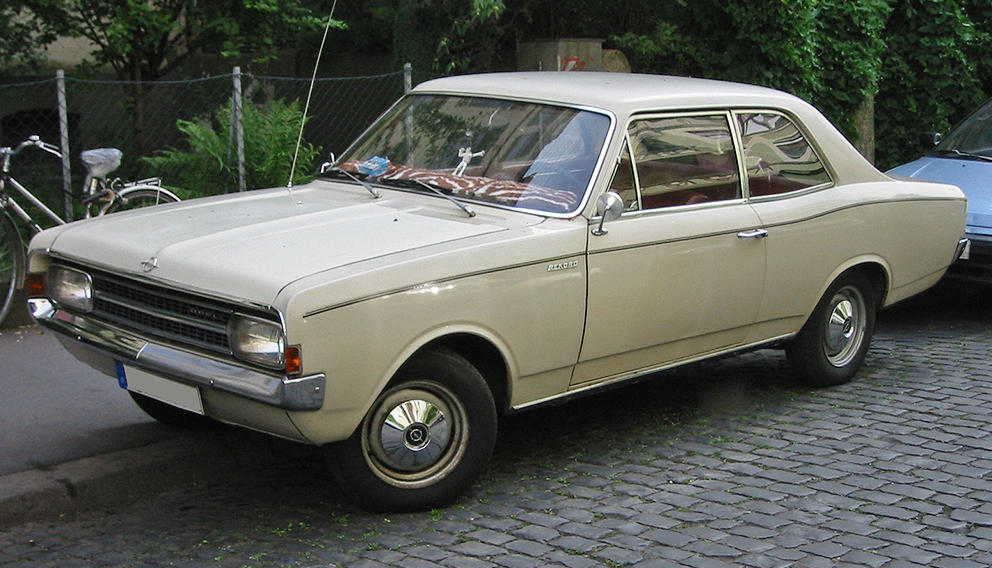
Opel Rekord C
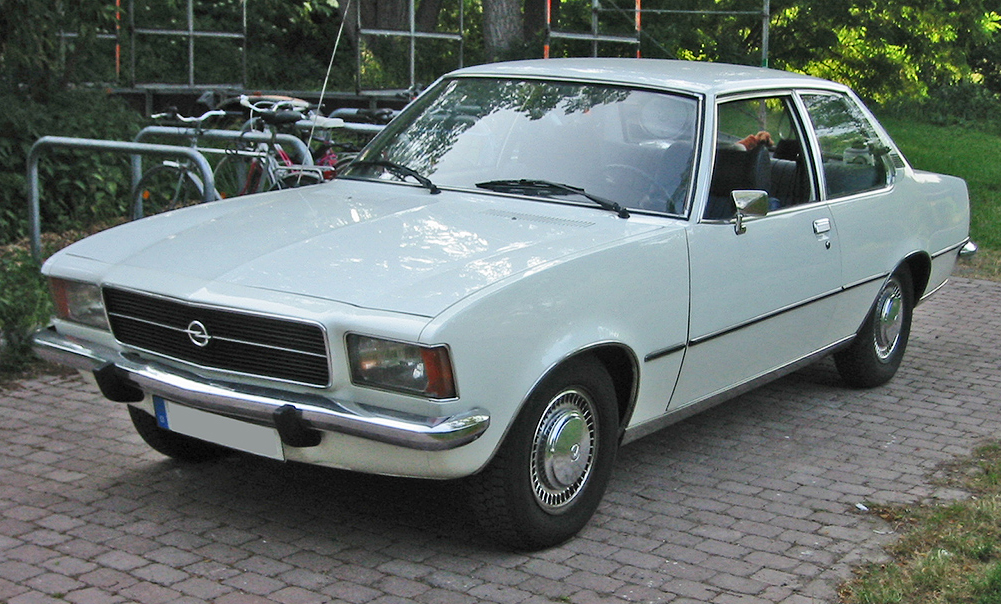
Opel Rekord D
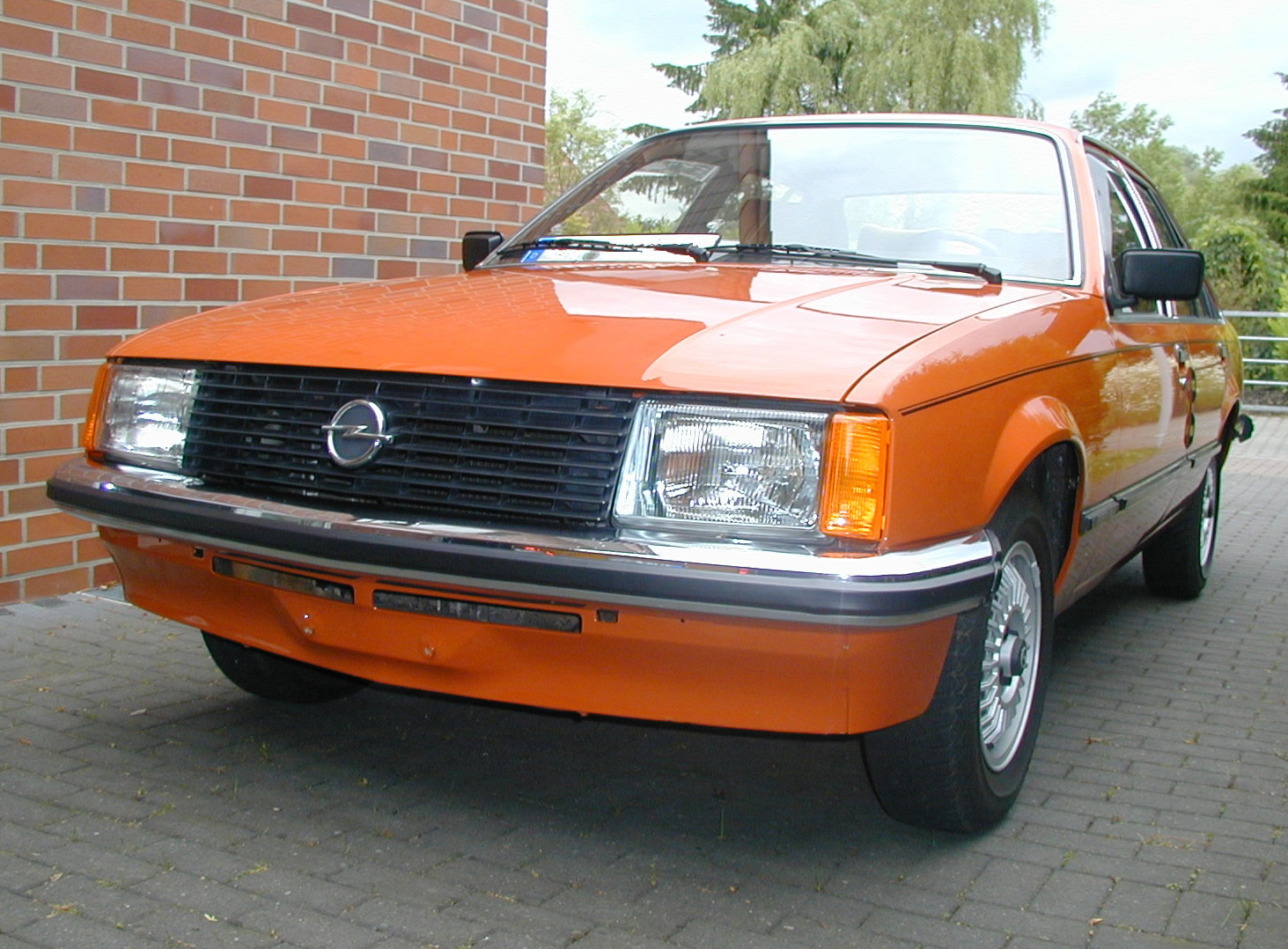
Opel Rekord E1
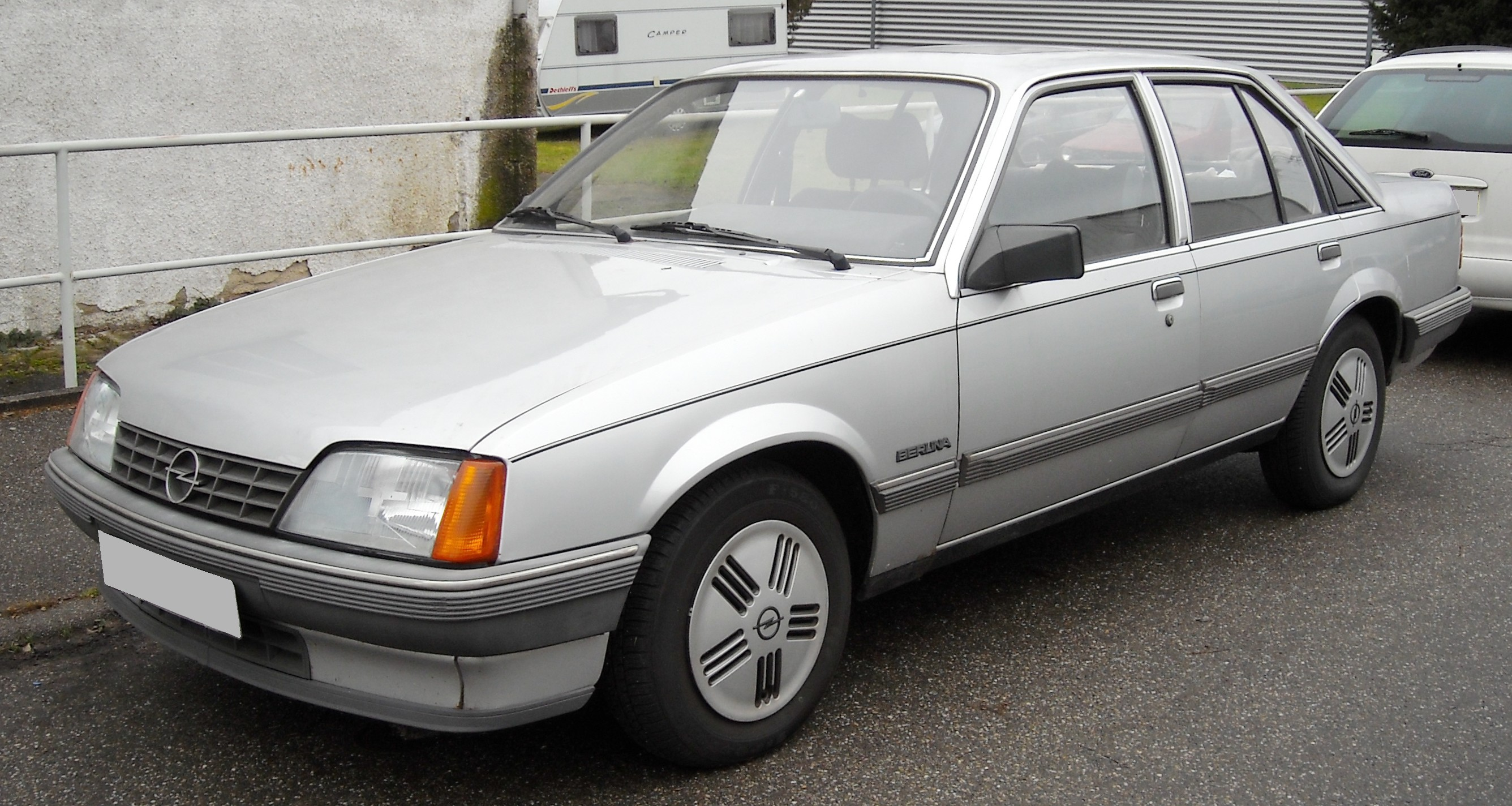
Opel Rekord E2